# In the Stone
"In the Stone" es una canción de la banda de R&B/funk Earth, Wind & Fire publicada como sencillo en 1979 por Columbia Records. La canción llegó al puesto 23 en la lista Billboard Hot Soul Songs.

## Origen
"In the Stone" fue producido por Maurice White, quien compuso la canción con Allee Willis y David Foster . El sencillo también salió del álbum I Am de Earth, Wind & Fire de 1979.

## Recepción
Phyl Garland de Stereo Review escribió: "In the Stone es menos imaginativo que muchos de los esfuerzos anteriores de Earth, Wind & Fire, pero interpretar con gusto compensa la escasa esencia". Ace Adams del New York Daily News calificó a "In the Stone" como una de las "mejores canciones" del álbum. Cash Box dijo que era "un corte de baile irresistible" que "se mueve hacia una mezcla oscilante de percusiones pegadizas y armonías tejidas intrincadamente". Record World predijo que se convertiría en un "gran éxito".

## Versiones
"In the Stone" fue versionada por Dionne Warwick en su álbum de 1981 Hot! Live and Otherwise.
"In the Stone" fue versionada en el álbum "Fly Away - the Songs of David Foster", lanzado en 2009 y cantado por Bill Champlin.
"In the Stone" fue versionada por Leonid and Friends para su gira de 2022.

## Apariciones en otros medios
"In the Stone" apareció en la banda sonora de la película Drumline de 2002.
Ha servido, desde la década de los 80, como cortina musical en algunas versiones del Festival Internacional de la Canción de Viña del Mar.

## Personal
- Escritura, letras: Allee Willis, David Foster, Maurice White
- Productor: Maurice White

Producción 
- Arreglo de trompeta – Jerry Hey
- Arreglo de cuerdas – David Foster
- Programador – Steve Porcaro

Ingenieros
- Ingeniero: George Massenburg, Tom Perry
- Ingeniero de mezcla - George Massenburg
- Ingeniero asistente - Craig Widby, Ross Pallone

Intérpretes
- Saxofón: Fred Jackson Jr., Herman Riley, Jerome Richardson
- Saxofón alto, saxofón barítono – Don Myrick
- Saxofón tenor – Andrew Woolfolk, Don Myrick
- Bajo: Meyer Rubin, Susan Ranney, Verdine White
- Batería: Fred White, Maurice White
- Guitarra: Al McKay, Johnny Graham, Marlo Henderson, Steve Lukather
- Congas - Philip Bailey
- Teclados: Bill Myers, David Foster, Eddie Del Barrio
- Percusión: Maurice White, Paulinho Da Costa, Philip Bailey, Ralph Johnson
- Piano, sintetizador - Larry Dunn
- Timbales – Richard Lepore
- Trompa - Barbara Korn, Marilyn Robinson, Richard Perissi, Sidney Muldrow
- Trombón: Benjamin Powell, Garnett Brown, George Bohanon, Louis Satterfield, Maurice Spears, William Reichenbach
- Trompeta - Bobby Bryant, Elmer Brown Jr., Jerry Hey, Michael Harris, Oscar Brashear, Rahmlee Michael Davis, Steve Madaio
- Viola - Barbara Thomason, Linda Lipsett, Norman Forrest, Renita Koven
- Violín: Barry Socher, Betty Lamagna, Carl LaMagna, David Stockhammer, Haim Shtrum, Harris Goldman, Jack Gootkin, Lya Stern, Marcia Van Dyke, Mary D. Lundquist, Ronald Clark, Ruth Henry, Sheldon Sanov
- Violonchelo: Daniel Smith, Jan Kelley, Ronald Cooper, concertino, Janice Gower
- Arpa - Dorothy Jeanne Ashby
- Voz: Maurice White, Philip Bailey
- Voz de fondo: Maurice White, Philip Bailey

## Posición en listas
| Lista (1979)                                | Posición |
| ------------------------------------------- | -------- |
| Billboard Hot 100 de EE. UU.                | 58       |
| Singles de Hot Soul de Billboard de EE. UU. | 23       |
| Nueva Zelanda RIANZ Top Singles             | 39       |